# Патуссон, Хелена
Сусанна Хелена Патуссон (фар. Súsanna Helena Patursson; 27 августа 1864, Чирчубёвур — 15 декабря 1916, там же) — фарерская общественная деятельница, актриса, поэтесса, писательница, драматург, журналистка, пианистка, кулинарка, ткачиха, феминистка и националистка. Считается первой феминисткой на Фарерских островах и первым драматургом этой страны. Активно отстаивала возможность для всех фарерцев говорить, читать и писать на родном языке.

## Биография
Родилась в богатой фермерской семье. Правнучка фарерского национального героя Нёлсояра Полла. Сестра писателя Сверри Патуссона (1871—1960) и политика, писателя и поэта Йоуаннеса Патуссона (1866—1946).
Первоначальное образование получила дома вместе с братьями, которые в будущем стали известными на Фарерах политиками и литераторами. Среднее образование получила в Копенгагене, где также обучилась игре на пианино, рукоделию и изучала право. До конца 1904 года работала помощницей юриста в Дании, затем вернулась на Фарерские острова. В 1889 году написала первую пьесу на фарерском языке, Veðurføst (название можно приблизительно перевести как «застывшая погода»); в этой пьесе, от которой сохранились лишь фрагменты, поднимаются проблемы как гендерного неравенства, так и невозможности фарерцев в полной мере овладевать в государственных школах национальным языком, и в её постановках играла одну из ролей. В период жизни в Дании написала два романа на датском языке, основанные на автобиографическом опыте.
Хелена Патуссон также писала стихи (самым известным её стихотворением является Far væl 1896 года), рассказы и статьи для двух фарерских газет, Føringatíðindi и Fuglaframi. Ещё в Копенгагене она основала общественную организацию «Женский союз», а в 1896 году создала её отделение на Фарерах. Кроме того, она основала газету Oyggjarnar, которая в 1905—1908 годах была единственным периодическим изданием на фарерском языке в мире и одной из немногих существовавших газет, ориентированных на женскую читательскую аудиторию. В своих статьях она в основном отстаивала права девочек и женщин (подчёркивая, в частности, что девочки в школах должны питаться не хуже мальчиков) и пропагандировала обучение детей фарерскому языку, который в то время в фарерских школах не преподавался, а также много писала о культуре и жизни Исландии и Норвегии. В 1907 году она написала для своего журнала статью, в которой потребовала предоставить фарерским женщинам избирательные права, что, вероятно, привело к закрытию издания в следующем году. По другой версии, закрытию газеты способствовали её братья, доминировавшие в политической жизни Фарер, которым не нравилась «конкуренция» со стороны сестры.
Помимо этого, Хелена Патуссон много писала о рукоделии и кулинарии. Она приветствовала обучение женщин народному искусству ткачества одежды из шерсти, однако считала, что ткачество должно перейти в категорию именно рукоделия, увлечения, а не быть единственной работой женщины. В 1909 году она собрала свои статьи с рецептами, ранее печатавшиеся в газетах, и на их основе выпустила работу Matreglur fyri hvørt hús («Правила питания для каждого дома»), которая стала первой поваренной книгой на фарерском языке и представляла собой настоящую энциклопедию фарерской кухни, где было собрано более 160 национальных рецептов и несколько иностранных. В 1912 году она выпустила очередной труд, Fríðka um búgvið, представлявший собой своего рода энциклопедию ведения домашнего хозяйства.
Хелена Патуссон никогда не была замужем, не имела детей и умерла в родном селении в возрасте 52 лет. В 2008 году правительство Фарерских островов выпустило памятную марку с её портретом.